# Small Hands
Small Hands, pseudonimo di Aaron Thompson (San Diego, 25 giugno 1982), è un attore pornografico e cantante statunitense.

## Biografia
Small Hands è entrato nell'industria pornografica spinto da Joanna Angel, sua ragazza dell'epoca con la quale ha girato numerose scene. Dal 2020 ha un contratto in esclusiva con Brazzers.
Ha girato oltre 900 scene, ottenendo numerosi AVN e XBIZ Awards.

## Discografia
Accanto alla carriera pornografica, Small Hands ha pubblicato diversi singoli musicali. Cresciuto nell'ambiente punk di San Diego, ha suonato in varie band locali prima di ottenere il suo primo contratto con la sua band, The Stranger's Six, con il primo brano "A Day with Daylight". Nel 2020 ha pubblicato il suo primo album Demons e l'anno successivo è uscito il singolo "Age of Regret", successivamente confluito nell'omonimo album.

## Riconoscimenti
AVN Awards
- 2018 – Best Supporting Actor per Half His Age: A Teenage Tragedy[8]
- 2020 – Male Performer Of The Year[9]
- 2021 – Male Performer Of The Year[10]
- 2022 – Best Transgender Group Sex Scene per Succubus – Part 4 con Aubrey Kate e Jane Wilde[11]
- 2022 – Best Transgender One-on-One Sex Scene per Succubus – Part 1 con Aubrey Kate[11]
- 2022 - Mainstream Venture Of The Year[12]
- 2023 - Hottest Trans Creator Collab con Aubrey Kate (Fan Award)[13]

XBIZ Awards
- 2018 – Male Performer Of The Year[14]
- 2018 – Best Supporting Actor per Half His Age: A Teenage Tragedy[15]
- 2018 – Best Sex Scene - All-Sex Release per Axel Braun's Brown Sugar con Ana Foxxx[16]
- 2019 – Best Sex Scene - Feature Movie per A Trailer Park Taboo – Part 1 Kenzie Reeves[17]
- 2019 – Best Sex Scene - Comedy Release per Metal Massage con Romi Rain[18]
- 2020 – Best Sex Scene - Comedy per 3 Cheers for Satan con Jane Wilde, Kira Noir e Kenzie Reeves[19]
- 2020 – Best Sex Scene - Erotic-Themed per Her and Him con Abella Danger[20]
- 2021 – Best Sex Scene – Vignette per Lewd con Brooklyn Gray[21]

XRCO Award
- 2019 – Male Performer Of The Year[22]